# Mauricio Pellegrino
Mauricio Andrés Pellegrino (Leones, 5 de outubro de 1971) é um treinador e ex-futebolista argentino que atuava como zagueiro.Atualmente comanda o Lanús.

## Carreira
Pellegrino integrou a Seleção Argentina de Futebol na Copa América de 1997.

## Títulos

### Como jogador
Vélez Sársfield
- Campeonato Argentino: 1992–93 (Clausura), 1995–96 (Apertura e Clausura) e 1997–98 (Clausura)
- Taça Libertadores da América: 1994
- Mundial Interclubes: 1994
- Copa Interamericana: 1996
- Supercopa Libertadores: 1996
- Recopa Sul-Americana: 1997

Barcelona
- Campeonato Espanhol: 1998–99

Valencia
- Supercopa da Espanha: 1999
- Campeonato Espanhol: 2001–02 e 2003–04
- Copa da UEFA: 2003–04
- Supercopa Europeia: 2004

### Como treinador
Alavés
- Vice Copa del Rey: 2016-17.